# Palanga
Palanga (Duits: Polangen) is een Litouwse stad in het district Klaipėda. De stad is tevens een van de 60 Litouwse gemeenten.
Palanga telt 15.542 inwoners op een oppervlakte van 79 km².

## Stadsdeel Nimmersatt
In het zuidelijke gedeelte van de stad ligt de wijk Nemirseta (letterlijk: moerasplaats). De Duitse naam voor deze wijk is Nimmersatt. Tot 1919 was dit een zelfstandige gemeente in de provincie Oost-Pruisen van het Duitse Keizerrijk. Het was de noordelijkste stad van Duitsland.
Op scholen leerde men het rijmpje "Nimmersatt, wo das Reich sein Ende hat". Vanaf 1920 behoorde het tot Memelland, dat in 1923 door Litouwen werd geannexeerd. In 1939 werd het wederom Duits, totdat het in 1945 in Russische handen kwam. Met de onafhankelijkheid van Litouwen werd ook Nimmersatt als onderdeel van Palanga Litouws.

## Galerij

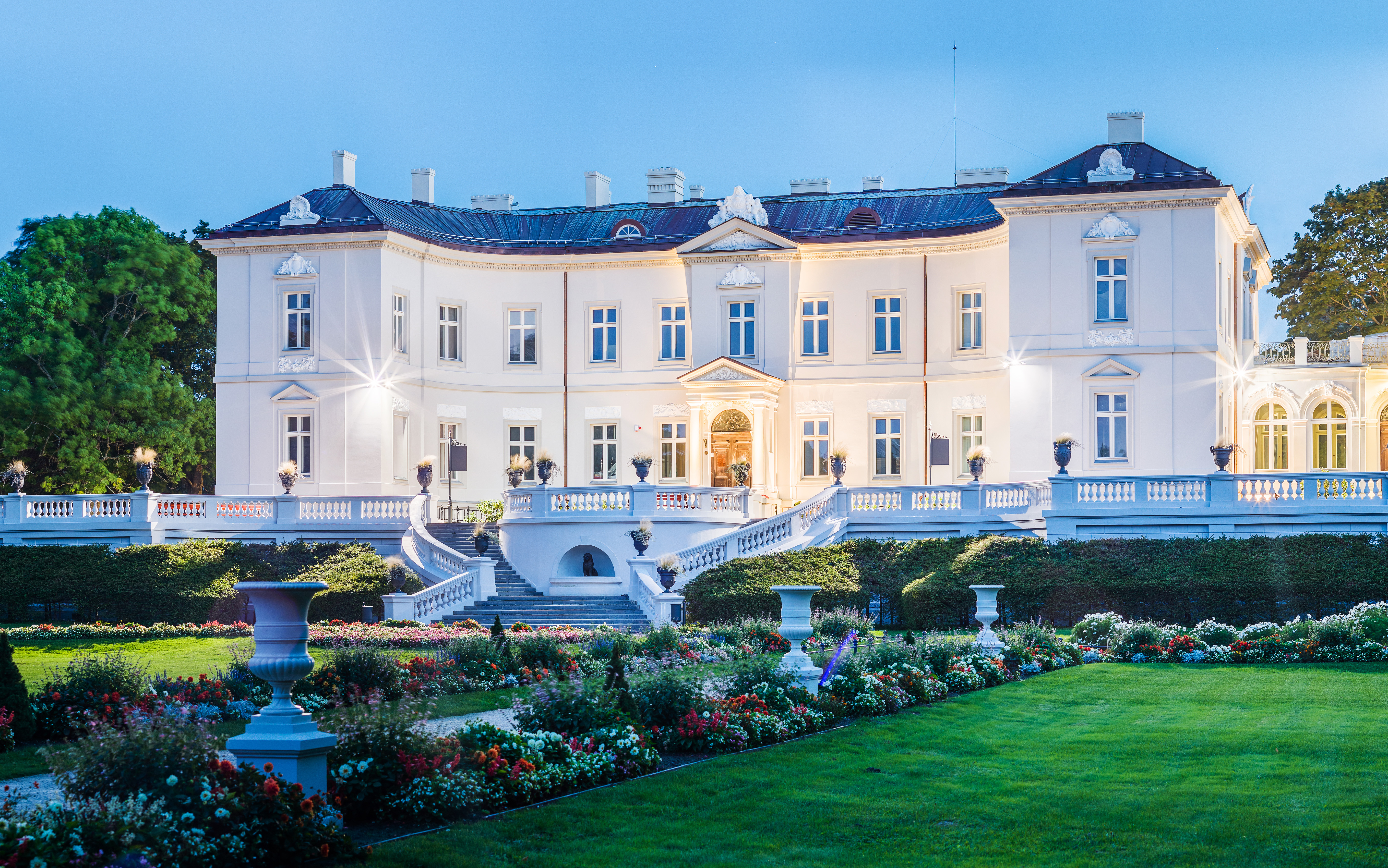
Tyszkiewicz-paleis
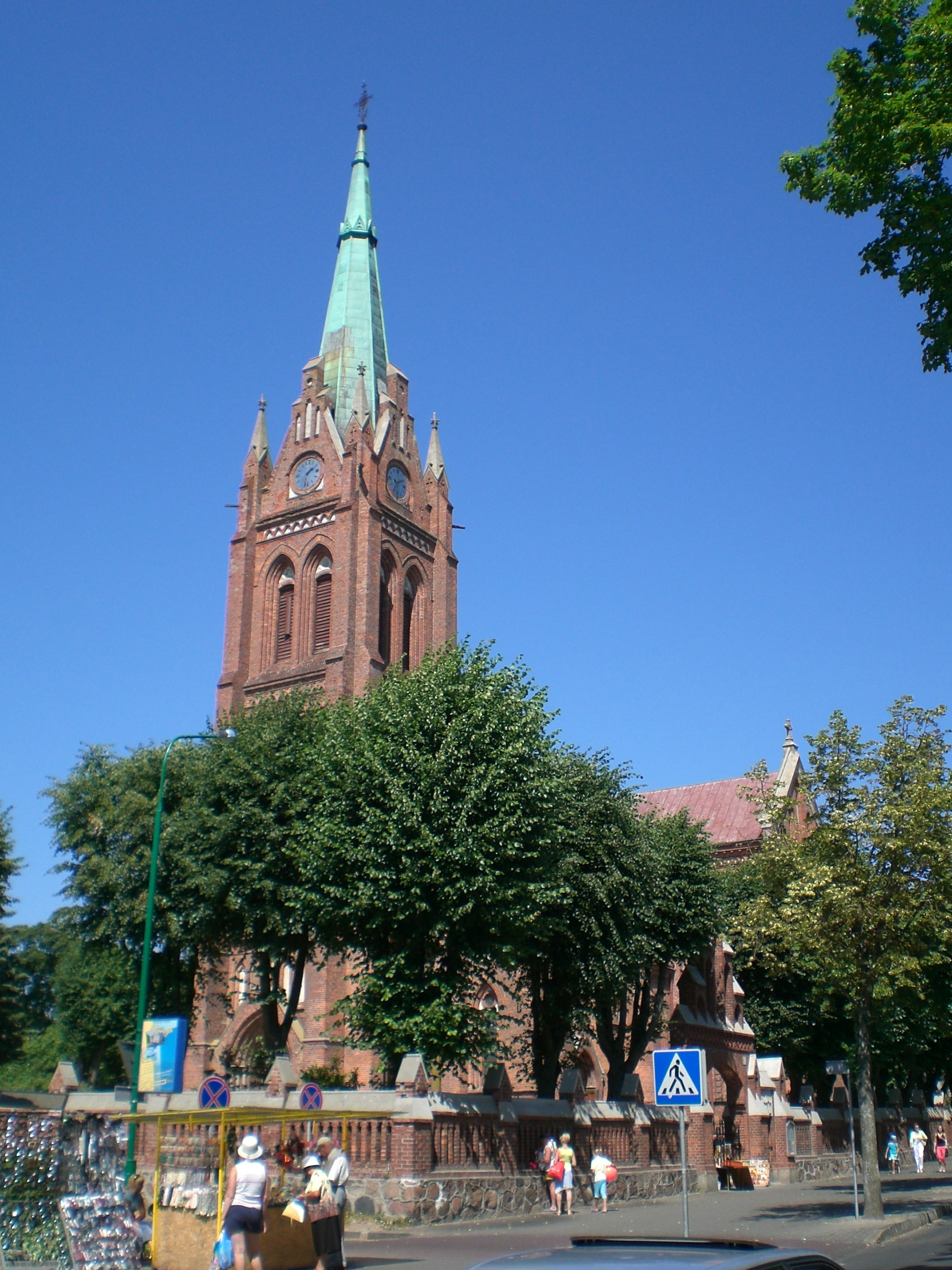
Sint-Mariakerk
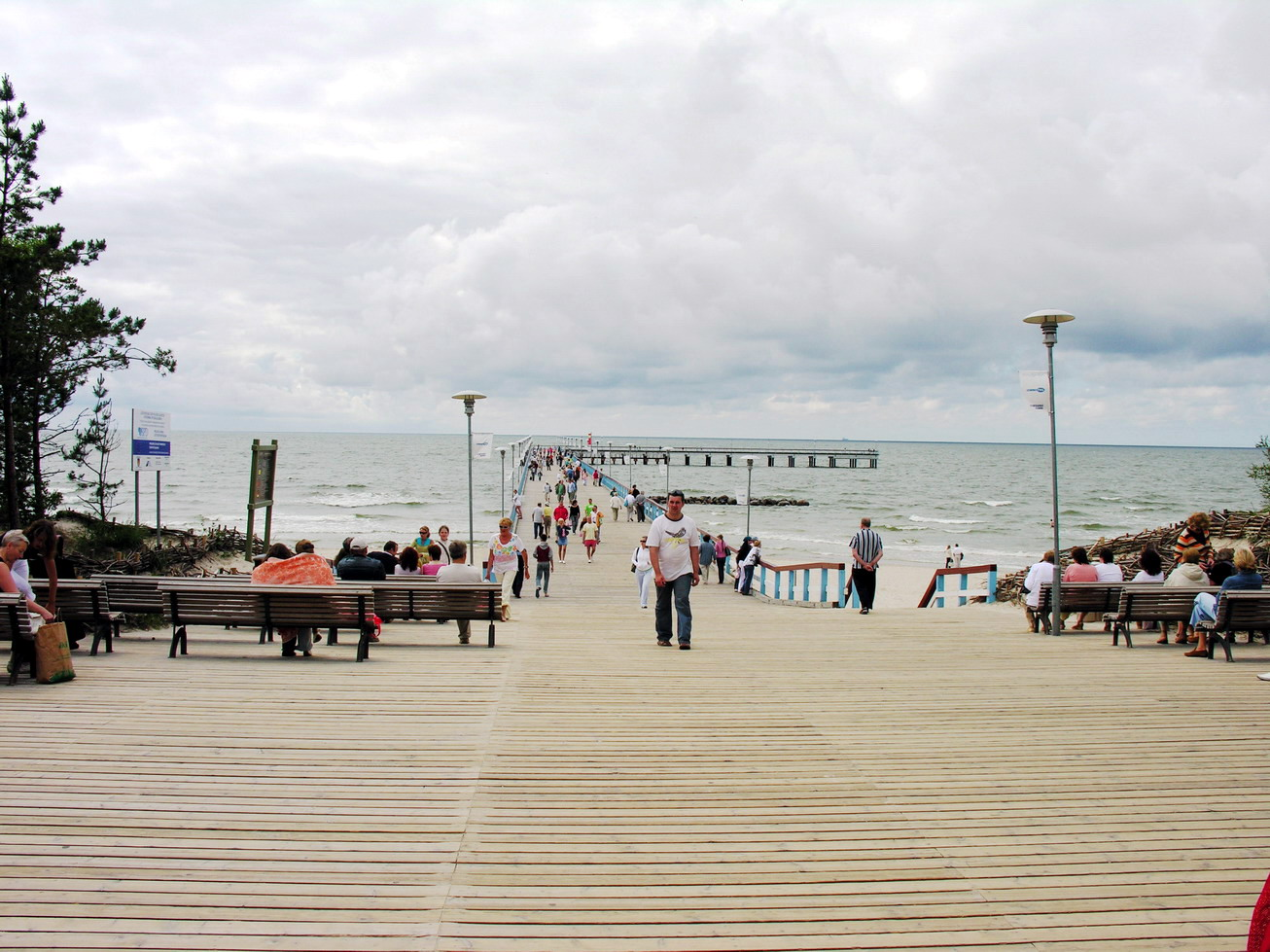
De pier van Palanga